# 라이몬트 아우만
라이몬트 아우만(Raimond Aumann, 1963년 10월 12일, 바이에른주 아우크스부르크 ~)는 은퇴한 독일의 축구 선수이다. 그의 별명은 발루(Balu) 인데, 이 이름은 러디어드 키플링의 정글북에서 나오는 곰인 발루 (Baloo)의 이름을 딴 것이다.
그는 1982년에서 1994년까지 분데스리가의 골키퍼로 활약하였다. 그는 첫 2년을 리저브 키퍼로 활약하였으며, 장마리 파프의 백업이었다. 1984년, 그는 1985년 11월에 부상당하기 전까지 주전 골키퍼자리를 확보하였다. 1988년, 파프가 뮌헨을 떠나자 아우만은 다시 주전 자리를 탈환하였다. 그는 당시 독일의 최고 골키퍼로 평가받았다.
바이에른 뮌헨 소속으로, 그는 6차례 독일 분데스리가, 2차례 DFB-포칼 우승을 거두었다. 이후 1994년에 베식타시 JK로 이적한 그는 1994-95 시즌의 터키 슈퍼리그 우승으로 이끌었다. 1995년 11월, 아우만은 현역 은퇴를 선언하였다.
아우만은 1989년과 1990년 사이 4차례 국가대표팀 경기에 출장하였다. 그는 1990년 FIFA 월드컵의 독일 엔트리에 이름을 올렸으나 단 한경기도 출장하지 못하였다.
현재, 그는 바이에른 뮌헨의 팬이자 팬클럽 인사이다.

## 수상

### 클럽
FC 바이에른 뮌헨
- 분데스리가: 1984–85, 1985–86, 1986–87, 1988–89, 1989–90, 1993–94
- DFB-포칼: 1983–84, 1985–86
- UEFA 챔피언스리그 준우승: 1986-87

베식타시 JK
- 터키 슈퍼리그: 1994-95

### 국가대표팀
- FIFA 월드컵: 1990